# Ferrière-la-Grande
Ferrière-la-Grande ist eine französische Gemeinde mit 5167 Einwohnern (Stand: 1. Januar 2022) im Département Nord in der Region Hauts-de-France. Sie gehört zum Arrondissement Avesnes-sur-Helpe und zum Kanton Maubeuge. Die Einwohner heißen Ferriérois(es).

## Geographie
Die Gemeinde Ferrière-la-Grand liegt am Solre, vier Kilometer südöstlich von Maubeuge und elf Kilometer westlich der Grenze zu Belgien. Sie und wird umgeben von den Nachbargemeinden Rousies im Norden, Cerfontaine im Nordosten, Ferrière-la-Petite im Südosten, Beaufort im Süden und Südwesten sowie Louvroil im Westen und Nordwesten.
Durch die Gemeinde führt die ehemalige Route nationale 49.

## Einwohnerentwicklung
| Jahr                       | 1962 | 1968 | 1975 | 1982 | 1990 | 1999 | 2011 | 2020 |
| Einwohner                  | 5263 | 5346 | 5703 | 5611 | 5746 | 5672 | 5415 | 5239 |
| Quellen: Cassini und INSEE |      |      |      |      |      |      |      |      |

## Sehenswürdigkeiten
- Kirche Saint-Armand, errichtet 1872 bis 1880
- ehemalige Kapelle Saint-Dominique
- Rathaus aus dem Jahr 1840
- Ehemaliger Bahnhof

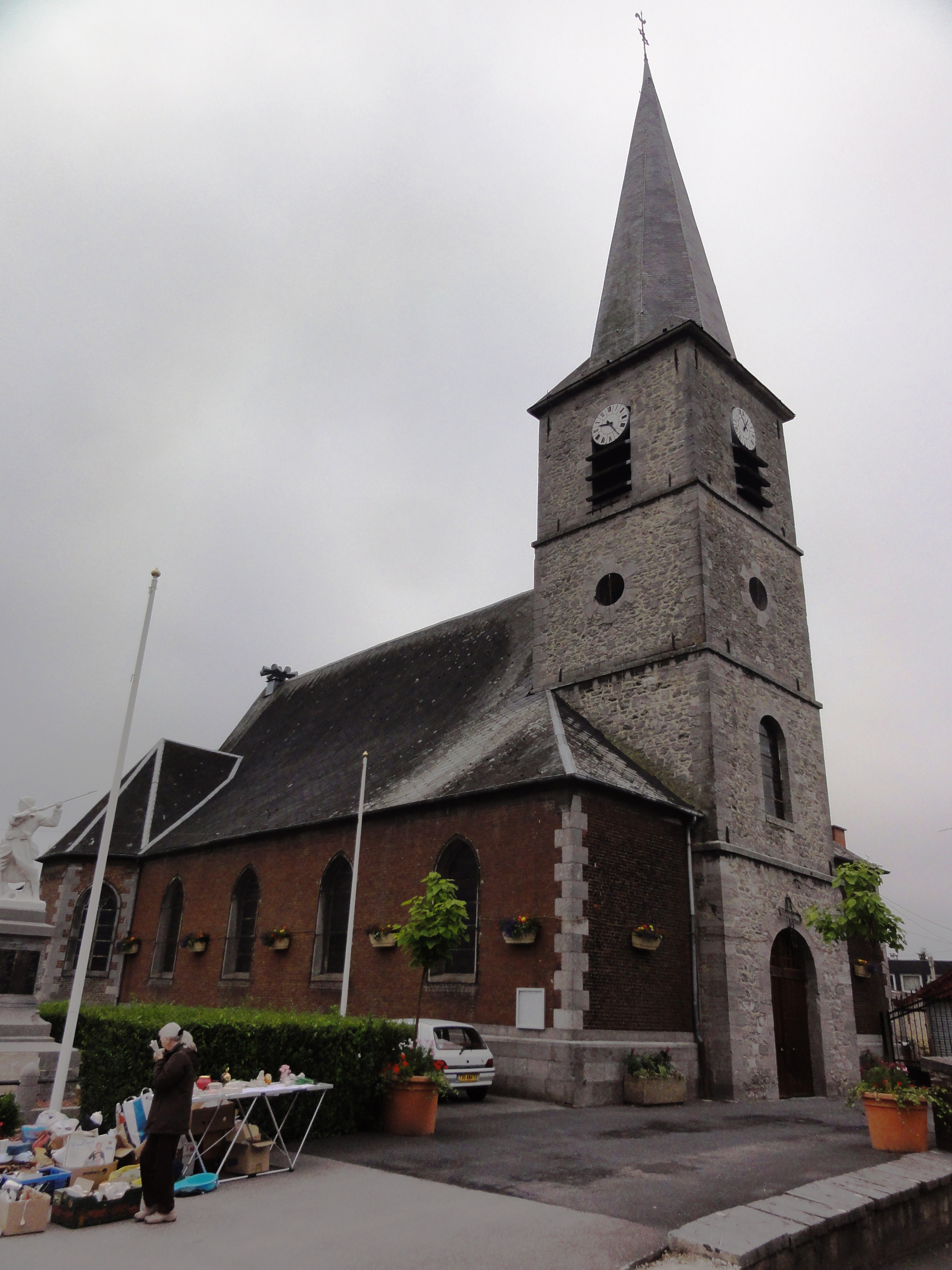
Kirche Saint-Armand
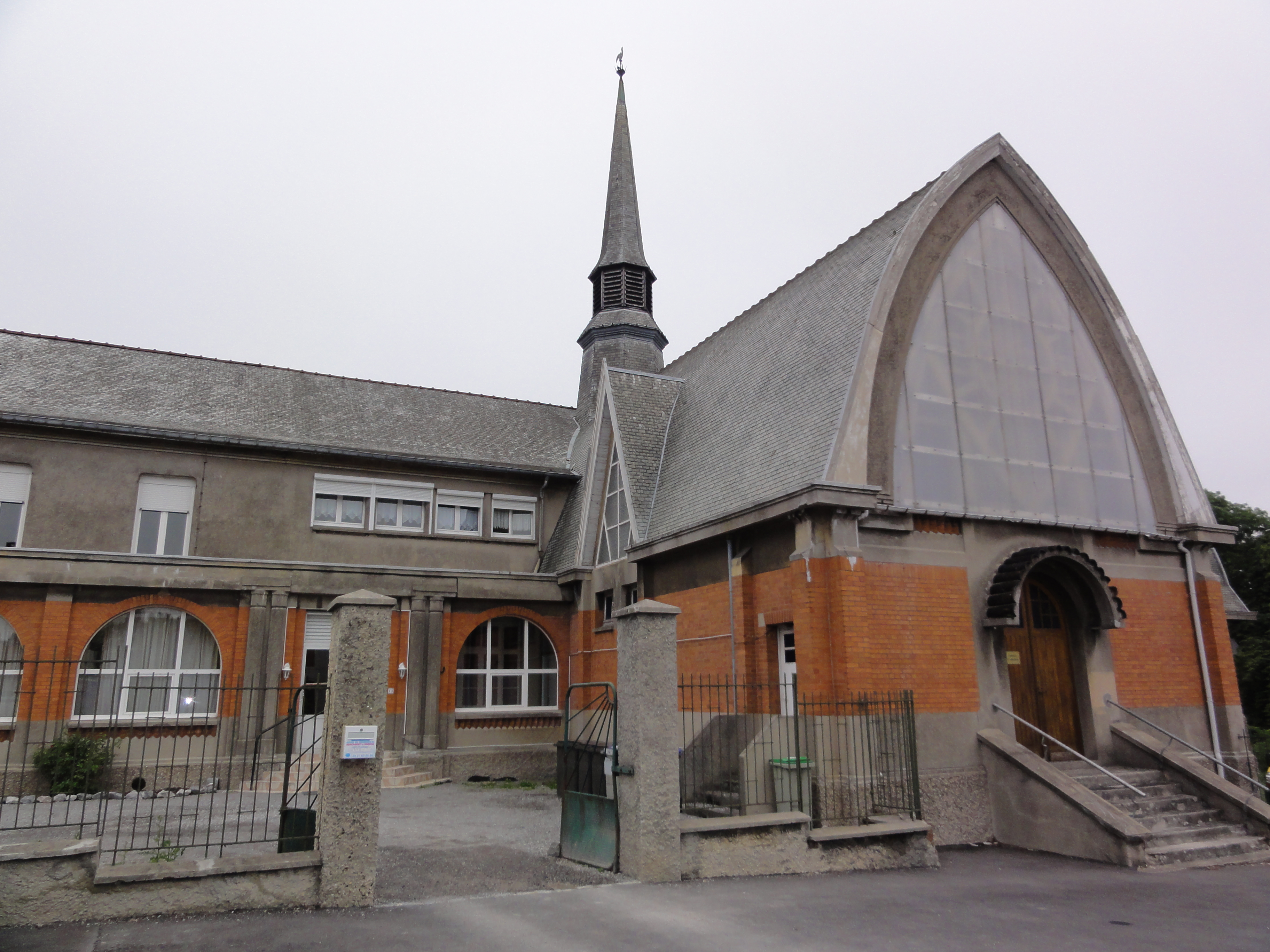
Ehemalige Kapelle Saint-Dominique
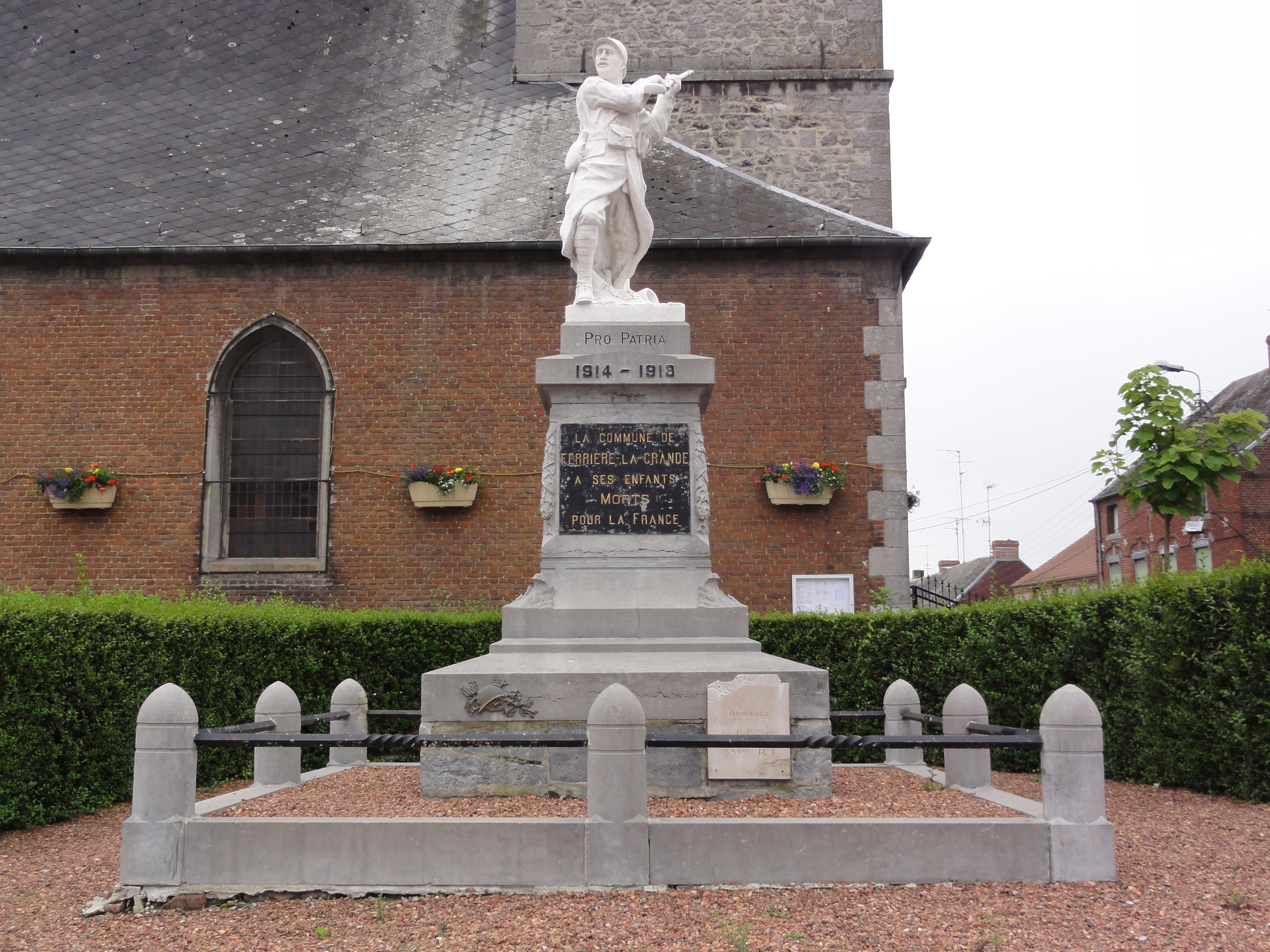
Gefallenendenkmal
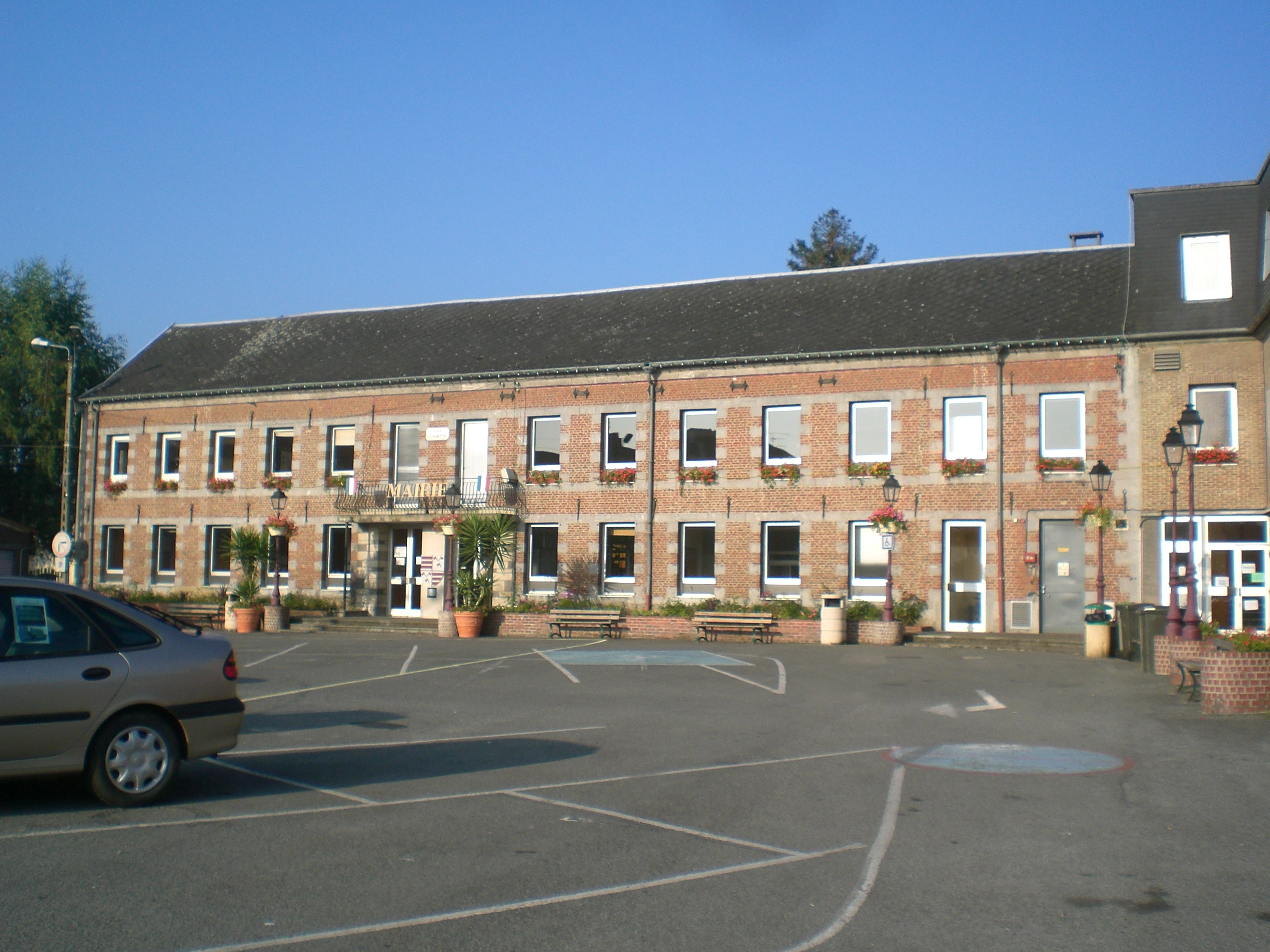
Rathaus (mairie)
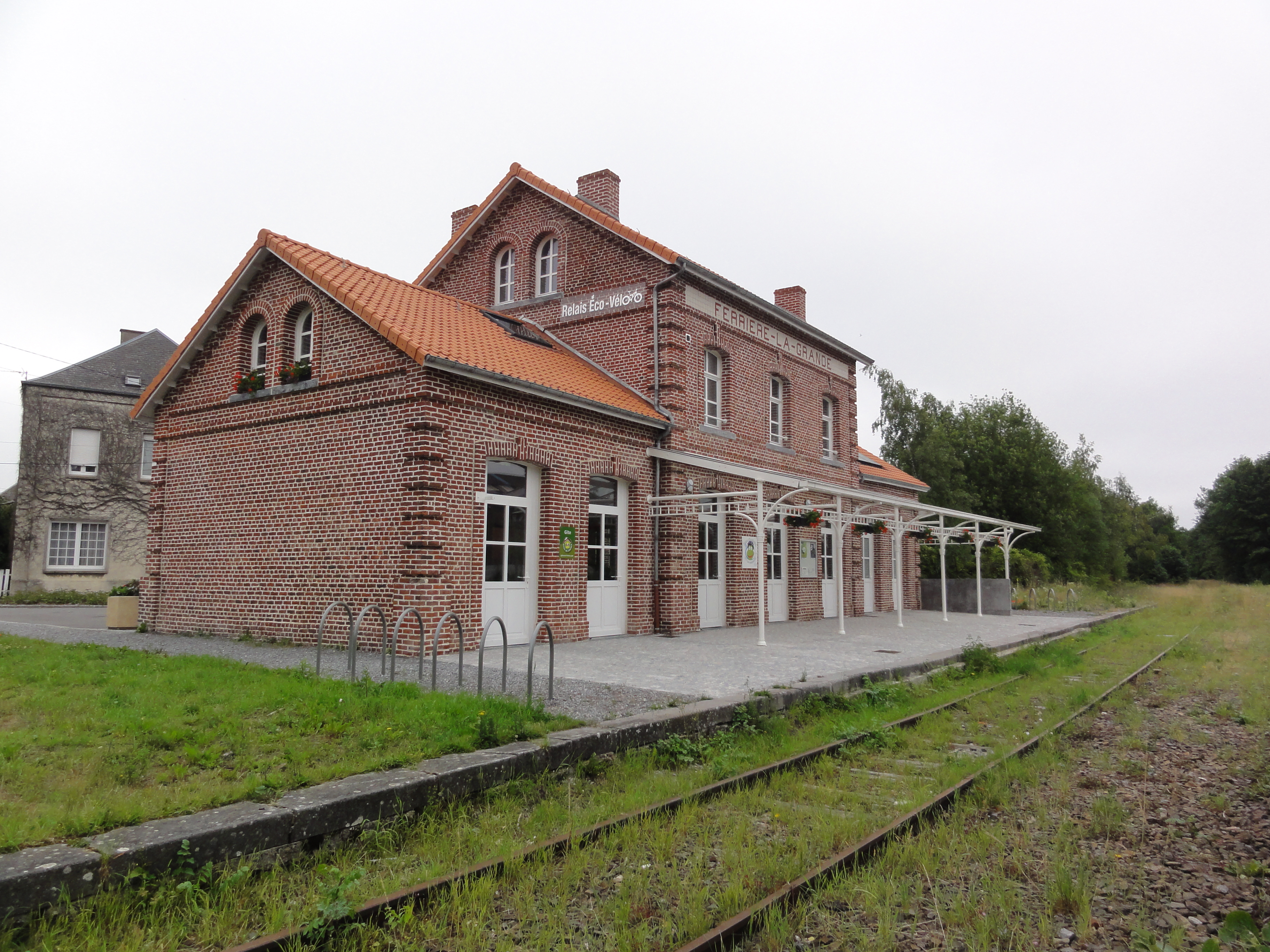
Ehemaliger Bahnhof